# Santtu-Matias Rouvali
Santtu-Matias Rouvali est un chef d'orchestre finlandais né le 5 novembre 1985 à Lahti.

## Biographie

### Enfance et études
Santtu-Matias Rouvali naît le 5 novembre 1985 à Lahti, au sein d'une famille de musiciens, ses parents étant tous deux membres de l'Orchestre symphonique de Lahti,.
Il commence l'apprentissage de la musique par la percussion. En 2004, c'est en tant que percussionniste qu'il participe aux qualifications finlandaises pour le concours Eurovision des jeunes musiciens,.
Rouvali étudie à l'Académie Sibelius d'Helsinki, où il travaille la direction d'orchestre avec Leif Segerstam, Hannu Lintu et Jorma Panula.

### Début de carrière
En septembre 2009, il se distingue en dirigeant au pied levé l'Orchestre symphonique de la radio finlandaise et dès l'année suivante est invité à diriger le Tapiola Sinfonietta, formation où il est nommé artiste associé en 2011, pour une durée de trois ans,.
Après avoir dirigé l'Orchestre philharmonique de Tampere comme chef invité en 2010 et 2011, il devient chef principal de l'orchestre en 2013, jusqu'en 2023.
Il fait ses débuts discographiques chez Ondine en 2013 à la tête de l'Orchestre symphonique d'Oulu, aux côtés du guitariste Timo Korhonen (en), dans des œuvres de Kimmo Hakola (en) et Toshio Hosokawa,.

### Concerts et enregistrements
En 2013, Santtu-Matias Rouvali est premier chef invité de l'Orchestre philharmonique de Copenhague (en). Comme chef invité, il se produit également à la tête de l'Orchestre symphonique de Göteborg, de l'Orchestre philharmonique d'Oslo, de l'Orchestre philharmonique de Radio France et de l'Orchestre symphonique de Détroit, notamment.
En 2016, il est nommé directeur musical de l'Orchestre symphonique de Göteborg à compter de 2017.
En 2019, Santtu-Matias Rouvali est prolongé à ce poste, jusqu'en 2025, et est nommé directeur musical de l'Orchestre Philharmonia à partir de 2021.
Pour le label Alpha, il enregistre depuis 2019, à la tête de l'Orchestre symphonique de Göteborg, un cycle Sibelius salué par la critique,.

## Critiques
En avril 2024, Santtu-Matias Rouvali se produit avec l'Orchestre Philharmonia et Bruce Liu, notamment pour interpréter la symphonie no 10 de Dimitri Chostakovitch. ResMusica critique négativement la direction de Rouvali en la qualifiant de « très discutable ». Le magazine ajoute : « faut-il jouer à ce point la lettre contre l'esprit et se vautrer de manière aussi étale et souvent lentissime dans la partition ? »